# Полякам

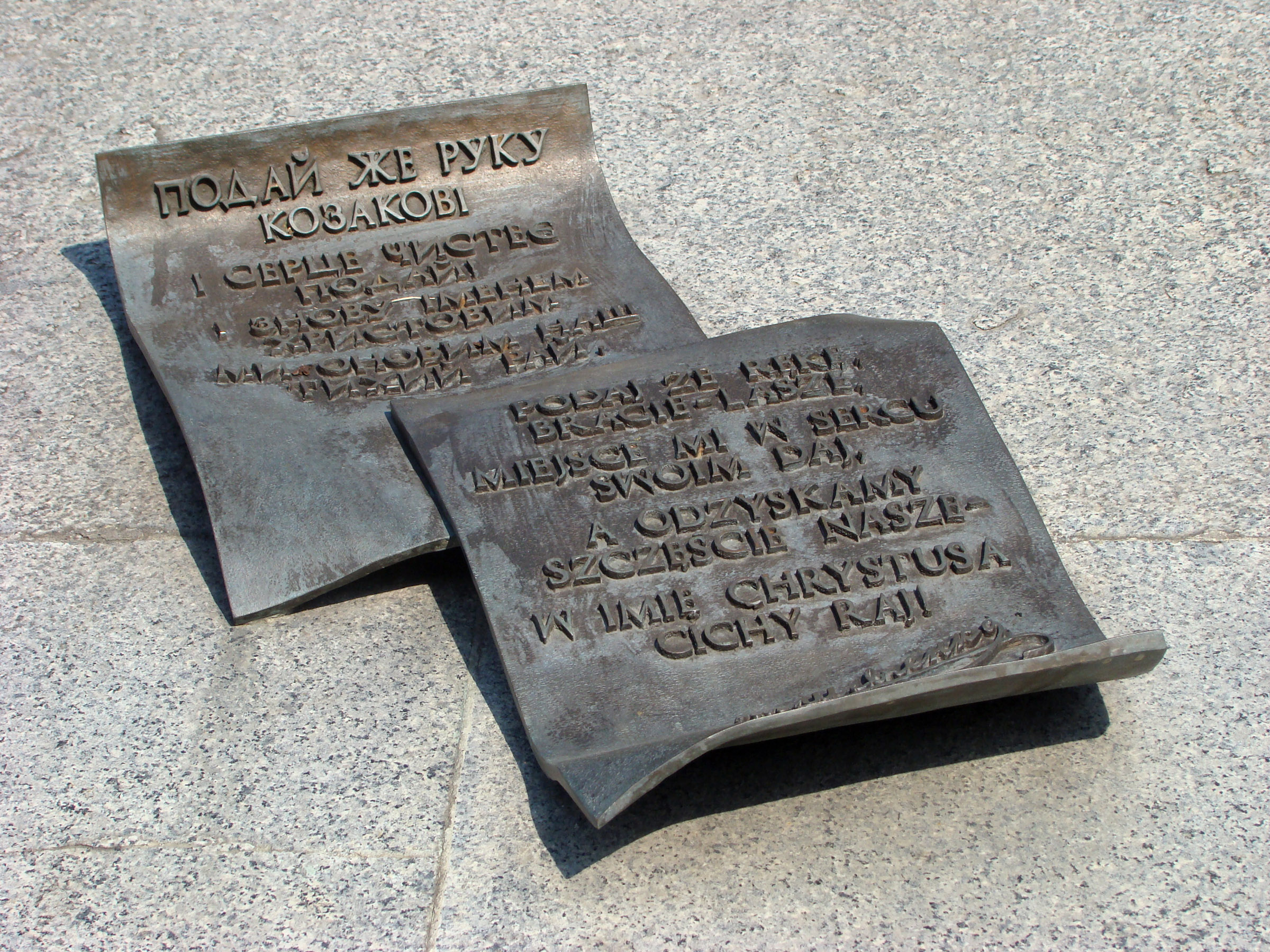
Цитата з вірша «Полякам» вміщена на постаменті пам'ятника Тараса Шевченка у Варшаві

«Полякам» — вірш Тараса Шевченка, який датується за місцем автографа в «Малій книжці» та часом перебування поета, з 22 червня 1847 по 11 травня 1848 років, в Орській фортеці. Вірш присвячений польським політичним засланцям, з якими поет познайомився на засланні.

## Передумови
З перших днів перебування в Орській фортеці Шевченко близько зійшовся з польськими засланцями. Очевидно, часті зустрічі і розмови з ними навіяли задум написати поезію «Полякам».

## Написання
Дату створення вірша в автографах не зазначено. Датується за місцем автографа у «Малій книжці» серед творів 1847 року та часом перебування Тараса Шевченка, з 22 червня 1847 по 11 травня 1848 року, в Орській фортеці, орієнтовно: кінець червня — грудень 1847 року, Орська фортеця.
Первісний автограф не відомий. Після повернення з Аральської описової експедиції до Оренбурга, наприкінці 1849 року (не раніше 1 листопада) або на початку 1850 року (не пізніше дня арешту поета 23 квітня) Шевченко переписав вірш з невідомого автографа до «Малої книжки» (без номера до сьомого зшитка за 1846—1847 роки). По дорозі з заслання, під час короткочасної зупинки в Астрахані, 20 серпня 1857 року Шевченко переписав вірш з «Малої книжки», з відмінами у рядках 3 і 11, до зошита С. А. Незабитовського з дарчим написом: «Степанові Незабитовському на пам'ять 20 августа 1857».
До того часу вірш мав 24 рядки. Пізніше, очевидно, наприкінці 1857—на початку 1858 років у Нижньому Новгороді (не пізніше 8 березня), Шевченко дописав останні вісім рядків. Під час перебування в Москві, 14 березня 1858 року, поет переписав вірш з деякими виправленнями з «Малої книжки» до «Більшої книжки». Як і в «Малій книжці» та в зшитку, у «Більшій книжці» нема назви. Внизу ліворуч дата переписування твору до «Більшої книжки»: «14 марта».
Автограф у листі до М. Максимовича від 5 квітня 1858 року має назву «Полякам» і підпис «Кобзарь Дармограй». Це остаточна редакція твору. Від автографа у «Більшій книжці» вона відрізняється, крім назви і підпису, рядком 32: «Ми оновим наш тихий рай» замість «Возобновим наш тихий рай».
З віршем «Полякам» П. Куліш знайомився ще в рукопису. В його листі до поета приблизно від початку 20-х чисел листопада 1858 року було написано
|  | Учора я сказав Вам дещо про стихи, да й злякавсь, щоб Ви не прийняли того за вхибу своєму достоїнству поетичному. Коли б хто інший написав Ваше слово до ляхів, то, може, високо я поставив би його — так як Ви «Казаночок» (йдеться про поезію Я. Щоголіва «Гречкосій», в якій є рядки: «Вітер віє-повіває, казаночок простигає»). Но ви самі поставили таку високу міру в печатних і непечатних Ваших віршах, що й найплохший критик зуміє вказати, що нижче її, тої міри. Може, я помиляюсь, як дитина, судячи про Ваші вірші, да лучче ж Вам знать, що дітська моя думка од Вас не замкнута, ніж не знать, що справді в чоловіка на думці! |

## Зміст
Поет звертається у вірші до поляків, згадуючи часи розквіту козацтва і розмірковуючи про причини нещасть України. Він стверджує, що в минулому козаки і поляки не були ворогами. Ситуація змінилася, коли польські магнати почали колонізацію українських земель, і римо-католицькі священики почали пропагувати католицьку віру замість православ'я.
Тоді між поляками і козаками відбулася кровопролитна боротьба, яка остаточно завадила взаєморозумінню між ними. Однак поет вважає, що це все ще можливо. Він звертається до поляків, щоб вони «подали козакам руку» і разом з ними відновили «рай наш тихий».

## Особливості вірша
На думку польського літературознавця Мар'яна Якубця вірш «Полякам» слід розглядати як доповнення послання рядків Шевченка, в яких він говорить про причини поневолення своєї батьківщини і буквально вказує, що ворогами України є не всі країни, а тільки олігархи колонізованих українські землі і римо-католицькі священики, які насильницько поширювати свою віру в цих областях.
Твір побудований на контрасті – з одного боку, Шевченко зображує ідилічний образ дострокової повної згоди поляків і козаків, а з іншого підкреслює кривавий хід конфлікту між двома сторонами, що сталося завдяки діяльності зазначених вище осіб. Порятунком і можливістю для згоди повинна бути взаємна любов в християнському дусі.
Таким чином, вірш «Полякам» стає одним із дедалі частіших у пізній творчості Шевченка відсилань до історії та етики християнства.
Вірш приймає ту ж конвенцію про повернення до народу, яку представляв попередній твір, адресований українцям, «І мертвим, і живим, і ненарожденним землякам моїм в Украйні і не в Украйні моє дружнєє посланіє».

## Видання і публікація
Вперше надруковано за автографом у листі до М. О. Максимовича у львівській газеті «Dziennik Literacki» 30 липня 1861 року.
У виданні «Поезії Тараса Шевченка», надрукованому у Львові 1867 року, де твір вперше введено до збірки, була інша назва: «Ляхам. Бр. Залеському» (очевидно, редакторська). У виданні: «„Кобзарь Тараса Шевченка“ / Коштом Д. Е. Кожанчикова», випущеного в Петербурзі 1867 року, вірш надруковано за «Більшою книжкою», але без останніх восьми рядків (можливо, з огляду на цензуру).
Списки вірша поширювалися з довільними назвами: з рукописними вставками у примірнику «Кобзаря» 1860 року, що належав Л. Лопатинському — «Бр. Залеському», у «Кобзарі» 1865 року, переписаному Д. Демченком — «Полякам», у рукописному «Кобзарі» 1866 року — «Богдану Залеському», у списку невідомої особи — «Ляхам», у списку В. Бондарчука — «Полякам». Але у всіх зазначених випадках рядок 31, як і в «Малій книжці», — «І іменем Христовим знову».